# 2120 Tyumenia
A 2120 Tyumenia (ideiglenes jelöléssel 1967 RM) a Naprendszer kisbolygóövében található aszteroida. Tamara Mihajlovna Szmirnova fedezte fel 1967. szeptember 9-én. Oroszország Tyumenyi területéről (Tyumenyija) nevezték el.